# François-Noël Babeuf
François-Noël Babeuf, född 23 november 1760 i Saint-Quentin, död 27 maj 1797 i Vendôme (giljotinerad), känd som Gracchus Babeuf (som en hyllning till de romerska reformatörerna bröderna Gracchus), var en fransk revolutionär agitator och journalist.
Orden socialism och kommunism existerade inte under Babeufs livstid, men hans livsgärning och politiska idéer brukar ändå beskrivas med dessa ord. Babeuf påverkades av Rousseau och betraktades av Marx och Engels som en föregångare. Han inledde sin politiska bana 1789. Efter Robespierres fall 1794 häktades han på grund av partitagande för dennes politik. Frigiven i oktober 1795 fortsatte han sin propaganda i tidningen Tribun du peuple och bildade en hemlig sammanslutning, De jämlikas konspiration, som arbetade för en kommunistisk samhällsordning. Sammansvärjningen förråddes, varefter Babeuf häktades och giljotinerades 1797.
Babeuf förespråkade total materiell jämlikhet: all produktion skulle magasineras och sedan fick var och en hämta ut det som tilldelats av myndigheterna. Olikheten skulle till den grad avskaffas att alla skulle bära samma typ av klädedräkt som fastställts av myndigheterna och uppfostran skulle syfta till att nedtrycka individuella böjelser.